# Алфеј
Алфеј је био отац тројице апостола од дванаесторице и то: Јакова Алфејева и Матеја Јеванђелиста.
Српска православна црква слави га 26. маја по црквеном, а 8. јуна по грегоријанском календару.